# Kynologia
Kynologia (z gr. kýon w dopełniaczu: kynós - pies, oraz logos – słowo, nauka) – nauka o psach.

## Znaczenie słowa
Słownik wyrazów obcych i zwrotów obcojęzycznych Władysława Kopalińskiego podaje: „kynologia – nauka o psie, jego hodowli i tresurze”. Jest to jednakże określenie zarówno ogólne (nauka o psie) jak i uszczegóławiające (hodowli i tresurze) w sposób, z jakim trudno się dziś zgodzić. Czym innym bowiem jest chów, czym innym hodowla, podobnie jak tresura i wychowanie. Zawężanie więc pojęcia kynologii, do tychże dwóch pojęć sugeruje albo „wąskość” pojęcia (czemu przeczy pierwsza część definicji), albo też nadaje akurat tym dwu aspektom nadmierne znaczenie. Uwzględnić bowiem należy zarówno aspekt psa jako zwierzęcia (z punktu widzenia choćby biologii czy weterynarii), jak też i szerokie spektrum jego związku z człowiekiem.
Reasumując przyjąć należy, iż kynologia obejmuje te zagadnienia innych nauk, które pośrednio lub bezpośrednio odnoszą się do psa, jak również bada związki pomiędzy nimi bazując na psie jako podmiocie i przedmiocie tych badań – przy czym przesądza to o uznaniu kynologii jako odrębnej dziedziny wiedzy, nie zaś sztucznie wyodrębnionych zagadnień innych nauk.

## Dziedzina badań kynologii
Aktualnie kynologia powiązana jest najbardziej z:
- biologią – w tym zwłaszcza z takimi jej dziedzinami jak genetyka, fizjologia, anatomia i etologia;
- weterynarią.

W węższym pojęciu kynologia zajmuje się całokształtem zagadnień związanych z psem rasowym. Ponieważ szereg tych zagadnień jest umownych, powstało wiele organizacji prowadzących bardziej czy mniej rzetelne prace badawcze z dziedziny kynologii i propagujących swe osiągnięcia poprzez regulowanie hodowli psów rasowych (system tzw. ocen hodowlanych), tworzenie i modyfikację wzorców ras psów oraz inne formy (np. publikacje prasowe).

## Stowarzyszenia kynologiczne
Na świecie działa wiele stowarzyszeń kynologicznych regionalnych i krajowych. Część z nich zrzeszonych jest w federacjach międzynarodowych. Największe z nich to Fédération Cynologique Internationale (FCI), Federación Canina Internacional (F.C.I.), ACE oraz UCI. W Polsce działa kilka stowarzyszeń kynologicznych, m.in. Związek Kynologiczny w Polsce, będący członkiem FCI. W Stanach Zjednoczonych działa również wiele organizacji kynologicznych, m.in. AKC, CKC.

## Kynologia jako sport
Według teorii Mariana Szymaszkiewicza kynologię można uznać za amatorski sport. Według niego dziedzina ta spełnia wszystkie wymogi, jakie stworzyła Jadwiga Dyankowska: sport w najogólniejszym znaczeniu to taki rodzaj działalności człowieka, który nie ma na celu zdobycia środków do życia, a jest tylko rozrywką, zabawą, w czasie wolnym od pracy. Zauważył on także, że FCI bardzo mocno podkreśla sportowo-amatorski charakter kynologii. Zwraca także uwagę na rywalizację występującą w trakcie wystaw psów oraz wysiłek fizyczny związany ze szkoleniem psa.
Warto zwrócić uwagę na sporty kynologiczne, czyli konkurencje sportowe z udziałem psów. Do najpopularniejszych należą między innymi agility oraz dogfrisbee.

## Profesjonalizacja kynologii
Kynologia traktowana jest zwykle przede wszystkim jako hobby. W Polsce od 2016 istnieje jednak możliwość studiowania tego kierunku na Zachodniopomorskim Uniwersytecie Technicznym w Szczecinie. Studia te obejmują między innymi zajęcia dotyczące produkcji karm oraz współudział w organizacji wystaw psów rasowych.
W trakcie prężnego rozwoju tej dziedziny wykształciły się specjalizacje, które obejmują wszystkie aspekty wykorzystania psów w pracy zawodowej. Psy kształcone są w specjalnie przygotowanych do tego ośrodkach przez wykształconą w danym kierunku kadrę, a ich umiejętności są potwierdzane przez specjalnie do tego stworzone instytucje, takie jak International Police Work Dog Association.
- Kynologia łowiecka- w 2013 r. w rękach polskich myśliwych było 32000 psów ułożonych do polowania. Ze względu na użytkowanie psów, można podzielić je na: wyżły, gończe, dzikarze, norowce, tropowce, posokowce, płochacze, psy wszechstronne, wielostronne i jednostronne[7][8]
- Kynologia policyjna- w pierwszej połowie 2010 r. Polska Policja posiadała 1366 psów służbowych o różnej specjalności, w tym: patrolowych, patrolowo-tropiących, do badań osmologicznych, do wyszukiwania narkotyków, materiałów wybuchowych czy zwłok ludzkich[9]. Przewodnikami takich psów mogą być policjanci, którzy ukończyli szkolenie specjalistyczne w Zakładzie Kynologii Policyjnej Centrum Szkolenia Policji.

W obu tych obszarach regularnie odbywają się konkursy na różnych stopniach trudności, m.in. międzynarodowe.